# Dmytro Zabirčenko
Dmytro Oleksandrovyč Zabirčenko (in ucraino Дмитро Олександрович Забірченко?; Družkivka, 15 giugno 1984) è un ex cestista e allenatore di pallacanestro ucraino.
È anche noto in occidente con la traslitterazione Dmytro Zabirchenko.

## Carriera
Con l'Ucraina ha disputato i Campionati mondiali del 2014 e due edizioni dei Campionati europei (2011, 2013).

## Palmarès

### Giocatore
- Campionato ucraino: 3

Azov. Mariupol': 2002-03, 2003-04
Budivelnyk Kiev: 2010-11
- Coppa d'Ucraina: 2

Budivelnyk Kiev: 2012, 2015

### Allenatore
- Campionato ucraino: 1

Budivelnyk Kiev: 2022-23